# 阿久比郵便局
阿久比郵便局（あぐいゆうびんきょく）は愛知県知多郡阿久比町にある郵便局。民営化前の分類では無集配特定郵便局であった。

## 概要
住所：〒470-2214 愛知県知多郡阿久比町椋岡中長19-7
かつては集配郵便局であったが、2007年（平成19年）に集配業務を半田郵便局へ移管し、無集配郵便局となった。

## 沿革
- 1902年（明治35年）2月1日 - 宮津（みやづ）郵便受取所として開設[1]。
- 1905年（明治38年）4月1日 - 宮津郵便局（三等）となる。
- 1909年（明治42年）6月1日 - 阿久比郵便局に改称。
- 1968年（昭和43年）6月22日 - 電話の加入および料金に関する簡易な事務を除く電話交換業務、および和文電報配達業務を、半田電報電話局に移管[2]。
- 1971年（昭和46年）10月20日 - 電話の加入および料金に関する簡易な事務を、半田電報電話局に移管。
- 2007年（平成19年）2月12日 - 集配業務を半田郵便局に移管[3]。
- 2007年（平成19年）10月1日 - 民営化。
- 2012年（平成24年）10月1日 - 日本郵便株式会社発足。

## 取扱内容
- 郵便、印紙、ゆうパック、内容証明
- 貯金、為替、振替、振込、国際送金、国債
- 生命保険、バイク自賠責保険
- ゆうちょ銀行ATM

## 周辺
- 愛知県共済生活協同組合知多事務所
- 知多信用金庫阿久比支店
- 阿久比川

## アクセス
- 名鉄河和線 阿久比駅より徒歩約10分
- 知多半島道路 阿久比ICから南へ約3km、半田中央ICから北東へ約4km
- 愛知県道55号名古屋半田線沿い
- 駐車場あり：13台